# Rosa Brugat Batlle
Rosa Brugat Batlle (La Jonquera, 17 de juny de 1956) és una artista contemporània multidisciplinar que ha realitzat treballs escultòrics, pictòrics, cartells, interiorisme i fotografia digital. En els darrers anys s'ha centrat a crear projectes i accions que responen a problemes socials, i principalment els relacionats amb les dones, utilitzant diverses tècniques com performances, transvestisme, fotografia, videoart i instal·lacions.

## Biografia i treballs
Nascuda en el municipi de La Jonquera, va estudiar arquitectura d'interiors, arts visuals i guió de cinema. L'inici del seu treball i carrera artística se situa a principis de la dècada dels 90 en les Galeries de Figueres (Galeria d'art i Galeria Fòrum), i posteriorment en col·laboració amb la Galeria Broadway a la ciutat de Nova York. Anys després tornaria a treballar el 2003 i 2006 amb l'exposició de "La femme" a la Galeria Tretze i a la Galeria Rene Metras i, més tard (el 2013). amb el Festival de video-art Loop. Actualment, i des de l'any 2015, treballa amb la Galeria Magda Bellotti.
La seva obra ha estat presentada en diversos museus, com el Museu de l'Empordà, el Museu d'Art a Girona, amb exposicions com a "Assumptes del cor" o "Històries del cor". Va participar en la Marató de vídeo de Dones en les Arts Visuals realitzat a la Casa Encesa (2013-2014), comissariat per Susana Blas.
El 2013 Rosa Brugat, amb les artistes Elena Font Roda i Clara Oliveras, invitades pel poeta Jordi Colomer, se servirien de les peces exposades al Museu Darder de Banyoles per crear un imaginari que s'havia de convertir en les il·lustracions del poemari L'ull del recol·lector, i desencadenaren una exposició temporal en el mateix museu, coneguda com a "Història Artificial". Rosa Brugat, dins d'aquesta revisió dels fons del museu, planteja l'estudi de la Història a manera de regressió.
Un dels seus últims treballs realitzat durant el seu viatge al Japó és el vídeo "Aligatou Gozaimasu" (2015), on estudia a través de la seva càmera els costums, el temps i la vida del món de les geishes. Posteriorment formarà part del projecte Biennal Mirades de Dona (2016) organitzat per MAV.
Qüestions de gènere també són tractades en les seves obres, com per exemple en el vídeo "Què pensen les sirenes?" exposat a Girona, a l'interior de la capella de Sant Nicolàs de Bolit, premiat per la Beca Kreas, o dins d'un altre dels seus treballs com a "Mico de Seda", presentat a la Casa de la Cultura de Girona.

## Obres destacades
- Arigatou Gozaimasu[10]
- Què pensen les sirenes?[11]
- El penjat
- Mico de seda[12]
- Bona nit
- Per sempre?
- El meu Jo Jo[13]